# Linia kolejowa Caltanissetta Xirbi – Siracusa
Linia kolejowa Syrakuzy-Gela-Canicattì – jedna z linii kolejowych zarządzana przez RFI, łącząca Syrakuzy nad Morzem Jońskim, z Canicattì, gdzie łączy się z linią Caltanissetta - Agrigento. Ma długość 158 km i jest niezelektryfikowana.